# Adrienne Mesurat
Adrienne Mesurat ist ein Roman von Julien Green aus dem Jahr 1927.

## Inhalt
Die Hauptfigur Adrienne, eine junge Frau von 18 Jahren, wächst in wohlbegüterten Verhältnissen bei ihrem despotischen Vater und ihrer todkranken Schwester Germaine im französischen Latour-l'Évèque auf. Der Alltag ist von minutiöser Akribie geprägt, kleinste Regelverstöße werden von Monsieur Mesurat unerbittlich geahndet. Als Projektionsfläche ihrer Freiheitsgelüste erträumt sich Adrienne eine Liebesbeziehung zu dem benachbarten Arzt Maurecourt, den sie nur einmal flüchtig gesehen hat. Gleichfalls unter der Tyrannei des Vaters leidend, beschließt ihre Schwester Germaine, aus der Familie zu fliehen. Adrienne unterstützt ihre Flucht finanziell.
Als Monsieur Mesurat Adriennes Beteiligung an der Flucht durchschaut, bedroht er sie mit noch größeren Einschränkungen ihrer Freiheit. In Panik stürzt sie ihn die Treppe hinunter, der Mann ist sofort tot. Die Polizei geht von einem Unfall aus, und Adrienne kann das stattliche Erbe ihres Vaters antreten. Nervlich und seelisch am Ende, erfährt sie in dieser Zeit die Unterstützung der zwielichtigen Nachbarin Madame Legras, die sie letztlich um ihr Vermögen bringt. Der Tod des Vaters bietet keineswegs die ersehnte Befreiung. Sinn- und ziellose Reisen in die umgebende Region können ihr keine Abwechslung bieten, ihre zaghaften Versuche, Dr. Maurecourt näher kennenzulernen, werden von dessen eifersüchtiger Schwester unterbunden. Als sich herausstellt, dass der fast 27 Jahre ältere Maurecourt selbst todkrank ist und in wenigen Jahren sterben wird, fällt Adrienne in eine Katatonie, im Zuge derer sie ihre Identität vollständig verliert.
Nachdem der Roman bereits 1965 von der Proust-Übersetzerin Eva Rechel-Mertens ins Deutsche übersetzt worden war, erschien 2000  Adrienne Mesurat in Deutschland in einer Neuübersetzung von Elisabeth Edl mit einem Nachwort von Wolfgang Matz – deren Hörbuchproduktion 2002 sprach  Udo Samel.  Die Erstübersetzung des Romans 1928 stammt von Irene Kafka.

## Film
1953 wurde Adrienne Mesurat von Marcel L’Herbier mit Anouk Aimée und Alain Cuny in den Hauptrollen fürs französische Fernsehen verfilmt. In einer Schwarz-Weiß-Produktion für den Hessischen Rundfunk führte 1969 Oscar Fritz Schuh die Regie, Ruth Niehaus spielte die Protagonistin.

## Wirkung
Greens Roman, welcher den bürgerlichen Alltag als eine Art irdisches Inferno ohne jede Möglichkeit von Befreiung kennzeichnet, fand eine intensive Würdigung insbesondere bei Walter Benjamin.